# Анула
Царица Анула из Анурадхапуры, жившая в I веке до н. э.,  была первой царицей в истории Шри-Ланки, обладавшей реальной самостоятельной властью. Первоначально Анула была супругой царя Чоры Наги (также известного как Коранага), сына царя Валагамбы из Анурадхапуры, и племянника Чоры Наги царя Куды Тиссы, которых она отравила. После этого Анула за несколько лет привела к власти и отравила по крайней мере четырёх других мужей. В конечном итоге она сама управляла государством четыре месяца.
Царицу Анулу не следует путать с другой известной Анулой в истории Шри-Ланки, невесткой царя Деванампия Тиссы, первой женщиной в Шри-Ланке, посвящённой в сан бхикшуни.
Основным источником по правлению царицы Анулы является хроника Махавамса (глава XXXV).

## Биография
Ситуация на Шри-Ланке непосредственно перед правлением Анулы была крайне нестабильной. Когда царь Кхалатта Нага был свергнут во время дворцового переворота в 104 г. до н. э., его младший брат, Ватта Гамани Абхая (Валагамба), сверг узурпаторов и взял себе в жёны вдову своего покойного брата, также называемую Анулой. Он также усыновил своего племянника Махакули.
Валагамба был на троне немногим более года, когда «Дамилы вели войну с [ним]… в битве при Коламбалаке царь был побеждён». Через 16 лет Валагамба вернул себе на трон. К тому времени Махакули сменил Чору Нагу в качестве предпочтительного наследника Валагамбы.
Махакули (который правил как Махакули Махатисса) унаследовал трон Валагамбы в 76 г. до н. э. Согласно хронике, Чора Нага «жил как бунтарь» и сменил Махакули в 62 г. до н. э. Махавамса упоминает, что одним из первых действий Чоры Наги было уничтожение 18 храмов, которые отказали ему в убежище в то время, когда он был преступником. Чора Нага правил в течение 12 лет, прежде чем был отравлен своей супругой, «печально известной Анулой».
Преемник Чоры Наги, царь Куда Тисса, был сыном Махакули Махатиссы, Анула же стала его супругой. Куда Тисса прожил недолго, «потому что она [Анула] была влюблена в одного из дворцовых стражей… теперь убила Тиссу также ядом и передала правительство в руки тому другому». Этот человек стал царём Шивой I. Вскоре его сменили плотник Ватука, дровонос Дарубхатика Тисса и дворцовый жрец Нилия. В каждого из перечисленных она влюблялась, после чего травила его предшественника, приводила возлюбленного к власти, становилась его супругой и царицей, но вскоре убивала и его. После убийства Нилии Анула стала царствовать единолично.
Правившая в течение четырёх месяцев одна, Анула была свергнута Кутаканной Тиссой, вторым сыном Махакули Махатиссы. Махавамса утверждает, что Кутаканна Тисса сжёг Анулу на погребальном костре. Он не захотел жить в её дворце и построил себе новый.